# Jarlingen
Jarlingen ist ein Ortsteil der Stadt Walsrode im niedersächsischen Landkreis Heidekreis. In dem Dorf leben 240 Einwohner auf einer Fläche von 7 km².

## Geografie

### Lage
Jarlingen liegt im nördlichen Bereich des Walsroder Stadtgebietes.

### Nachbarorte
Nachbarorte sind – von Norden aus im Uhrzeigersinn – Ahrsen, Bommelsen, Kroge, Benefeld, Ebbingen und Kettenburg.

### Flüsse
Durch Jarlingen fließen der Jarlinger Bach, der Fuhrriedegraben und die Warnau die weiter südlich in die Böhme mündet.

## Geschichte
Vom 1. März 1974 bis zum 31. Dezember 2019 war die vorher selbstständige Gemeinde Jarlingen eine von acht Ortschaften der Gemeinde Bomlitz. Am 1. Januar 2020 wurde Bomlitz mit seinen Ortsteilen nach Walsrode eingemeindet.

## Infrastruktur
Im Dorfgemeinschaftshaus in Jarlingen stehen Räumlichkeiten für Veranstaltungen im Rahmen der Vereinsarbeit zur Förderung des kulturellen und gesellschaftlichen Lebens zur Verfügung.

### Verkehr

#### Schienenverkehr
Bis 1980 besaß Jarlingen einen Bahnhof an der Bahnstrecke Bremervörde–Walsrode.

#### Straßen
Jarlingen liegt fernab des großen Verkehrs. Die Bundesautobahn 27 verläuft 9 km entfernt südwestlich, und die Bundesautobahn 7 verläuft 11 km entfernt südöstlich. Die von Dorfmark über Visselhövede nach Rotenburg (Wümme) führende Bundesstraße 440 verläuft nordöstlich, 4 km entfernt.